# Lungenriss
Unter Lungenriss bezeichnet man eine Verletzung der Lunge. Dies führt in der Regel zu einem Pneumothorax, bei dem Luft in den Pleuraspalt gelangt und damit die Ausdehnung eines Lungenflügels oder beider Lungenflügel behindert. 

## Anzeichen
Ein Lungenriss ist erkennbar an Atemnot, schnellem Atmen trotz körperlicher Ruhe und Schmerzen beim Atmen. Des Weiteren kann ein Hustenreiz auftauchen. Bei Tauchern, die aufgrund eines zu schnellen Aufstiegs – ohne dabei die aufgrund des sinkenden Außendrucks expandierende Luft aus der Lunge entweichen zu lassen – einen Lungenriss erleiden, tritt oft unmittelbar nach dem Auftauchen ein charakteristischer heller, schriller Schrei auf.

## Ursachen

### Druckschläge
Bei Explosionen kommt es zu Druckschlägen auf den Brustkorb, die bei geschlossenem Mund zu einer Verletzung des Lungengewebes führen.

### Stimmritzenkrampf
Falls bei einem aufsteigenden Taucher die sich ausbreitende Luft nicht abströmen kann, führt dies zu einer Verletzung des Lungengewebes. Da es nicht möglich ist, das Abströmen der Luft durch Zusammenpressen der Lippen zu verhindern, ist der Stimmritzenkrampf die häufigste Ursache hierfür. Der Stimmritzenkrampf wird durch Kontakt eines Fremdkörpers mit der Stimmritze ausgelöst. Meist wird er durch eingeatmetes Wasser verursacht.

### Air trapping
Eine regionale Lungenüberdehnung wird durch das Einfangen (trap = Falle) von Atmungsluft in einem abgeschlossenen Lungenbezirk – meist durch Bronchusverengung während eines Tauchgangs – ausgelöst. Dies wird als Air trapping bezeichnet.

## Folgen

### Arterielle Gasembolie
Am häufigsten tritt die arterielle Gasembolie auf. Hierbei dringen die Luftbläschen in die Kapillaren ein. Es kommt zum Übertritt der Atmungsluft in die Lungenvenen. Die Luftblasen rufen dann auf ihrem Weg durch die linke Herzkammer embolische Verschlüsse in den Endarterien des Rückenmarks, des Gehirns oder auch der Herzkranzgefäße hervor.

### Randständiger Lungenriss
Der randständige Lungenriss führt zu einer Luftansammlung im Brustraum (Pneumothorax). Hierbei strömt die Luft aus der Verletzung in den Pleuraraum. Da damit der Unterdruck aufgehoben wird, fällt die Lunge zusammen. Sofern sich die Verletzungsstelle nicht spontan schließt (Regelfall), strömt mit jedem Atemzug weitere Luft in den Pleuraraum, und es entsteht ein Spannungspneumothorax.

### Mediastinalemphysem
Bekommt die Luft Verbindung zum Mittelfellraum (Mediastinum, der Raum zwischen den Lungen), so kann sie durch das lockere Gewebe bis zum Hals hochsteigen. Dies führt zu einem Mediastinal- und Hautemphysem.

## Erste Hilfe
- Mittel der Wahl ist die Gabe von reinem Sauerstoff und schnellstmögliche ärztliche Behandlung.
- Bei Bewusstlosigkeit die üblichen Maßnahmen (Seitenlage, ständige Beobachtung unter Kontrolle von Puls, Atmung, Blutdruck).
- Herz-Lungen-Wiederbelebung bei Atemstillstand und/oder Herzstillstand. Beatmung unter Verwendung von reinem Sauerstoff.
- Kälteschutz